# Iar (Rússia)
Iar - Яр (rus) - és un possiólok de l'óblast de Vladímir, a Rússia, que en el cens del 2010 tenia 2 habitants. Pertany al districte de Viàzniki.